# Арапско писмо
Арапско писмо се користи за писање у основи арапског језика, као и многих других језика који користе ово писмо (алфабет). Њиме је и писан Куран, као и реч Алах.
Развило се из старијег набатејског писма под дјелимичним утицајем сиријског. За најстарији споменик арапског језика сматра се надгробни споменик лахмидског краља Имрулкајса у мјесту Намара у Сирији из 328. године, а за најстарији споменик арапског писма натпси из Забада из 512. године. Из раног периода ислама сачувани су споменици на угластој варијанти писма, тзв. куфско писмо, те нешто облијој варијанти несхи.
Арапски алфабет је дјелимично наслиједио стари семитски поредак који се преко Феничана одразио и на грчки алфабет, абецеду и азбуку, али је поредак у новије вријеме измијењен у арапском језику. Прво слово алфабета јесте алиф (усправна равна црта).
Алфабет садржи укупно 28 слова тј. харфова који не разликују велика, мала, писана или штампана слова, али имају различите облике за слово на почетку, у средини и на крају ријечи. Свако слово има своју бројчану вриједност што је налазило широку примјену у прошлости посебно у исписивању хронограма.